# 法尔代拉
法尔代拉（義大利語：Fardella），是意大利波坦察省的一个市镇。总面积27平方公里，人口657人，人口密度24.3人/平方公里（2009年）。ISTAT代码为076031。